# ۱۱۶۰ (میلادی)
۱۱۶۰ (میلادی) هزارو صد و شصتمین سال تقویم میلادی است.

## درگذشتگان
‎